# Pastviny (vojenský újezd Hradiště, u Zakšova)
Pastviny (německy Ranzengrün) jsou zaniklá vesnice ve vojenském újezdu Hradiště v okrese Karlovy Vary. Stály v Doupovských horách 4,5 kilometru jihovýchodně od Velichova v nadmořské výšce okolo 510 metrů.

## Název
Německá varianta názvu vesnice vznikla složením středněhornoněmeckého slova grüene (háj, louka) a nejasného osobního jména. V historických pramenech se objevuje ve tvarech: Rawezengrun (1465), Royczengryn (1570), Rauzengrün (1579), Ratzengrün (1785) a Ranzengrün (1847).

## Historie
Pastviny byly od třináctého století jednou z vesnic v tzv. šemnickém újezdu oseckého kláštera. Od něj je v roce 1465 získal král Jiří z Poděbrad, který vesnici připojil k panství hradu Andělská Hora. Spolu s ním byly Pastviny v roce 1622 připojeny ke Stružné a někdy po roce 1654 se staly součástí doupovského panství.
Po třicetileté válce ve vsi podle berní ruly z roku 1654 žilo šest sedláků a osm domkářů. Bohatší sedláci měli dohromady osm potahů a chovali osm krav, patnáct jalovic, dvě ovce, dvě prasata a třináct koz. Domkářům patřilo celkem jedenáct krav, jedenáct jalovic a pět koz. Na polích se pěstovalo žito, ale hlavními zdroji obživy bývaly chov dobytka, zpracování dřeva v lesích a výroba šindelů.
V roce 1949 měla vesnice sbor dobrovolných hasičů společný s Horní Lomnicí, Lipoltovem, Mlýnskou, Starou Vsí a Svatoborem. Pastviny zanikly vysídlením v roce 1953 v důsledku zřízení vojenského újezdu. Ve skutečnosti byla vesnice vysídlená už v roce 1947. Domy stojící původně podél silnce zanikly, a existenci vsi připomínají jen staré ovocné stromy.

## Přírodní poměry
Pastviny stávaly v katastrálním území Doupov u Hradiště v okrese Karlovy Vary, asi tři kilometry východně od Dolní Lomnice. Nacházely se v nadmořské výšce okolo 510 metrů v západní části Doupovských hor, konkrétně na rozhraní jejich okrsků Jehličenská hornatina na severu a Hradišťská hornatina na jihu. Půdní pokryv v okolí zaniklé vsi tvoří kambizem eutrofní. Místem, kde vesnice stávala, protéká Lomnice.
V rámci Quittovy klasifikace podnebí Pastviny stály v chladné oblasti CH7, pro kterou jsou typické průměrné teploty −3 až −4 °C v lednu a 15–16 °C v červenci. Roční úhrn srážek dosahuje 850–1000 milimetrů, sníh zde leží 100–120 dní v roce. Mrazových dnů bývá 140–160, zatímco letních dnů jen 10–30.

## Obyvatelstvo
Při sčítání lidu v roce 1921 ve vsi žilo 163 obyvatel (z toho 84 mužů) německé národnosti a římskokatolického vyznání. Podle sčítání lidu z roku 1930 měla vesnice 156 obyvatel: sedm Čechoslováků a 149 Němců. Všichni byli římskými katolíky.
|           | 1869 | 1880 | 1890 | 1900 | 1910 | 1921 | 1930 | 1950 |
| --------- | ---- | ---- | ---- | ---- | ---- | ---- | ---- | ---- |
| Obyvatelé | 139  | 156  | 157  | 146  | 156  | 163  | 156  | .    |
| Domy      | 24   | 25   | 26   | 24   | 25   | 24   | 24   | 18   |

## Obecní správa
Po zrušení patrimoniální správy se Pastviny v roce 1850 staly obcí v okrese Karlovy Vary. Při sčítáních lidu v letech 1869–1890 patřily jako osada k Horní Lomnici, ale později byly znovu obcí. V roce 1945 vesnici spravovala místní správní komise zastupovaná rodákem Václavem Mugrauerem. Od 1. ledna 1950 byly Pastviny připojeny k Zakšovu.

## Pamětihodnosti
Pod vesnicí byla u mostu umístěna socha svatého Jana Nepomuckého s letopočtem 1819 na soklu. V samotné vesnici stával pouze kamenný kříž.